# Casa a la plaça de Baix, 1 (Santa Pau)
La Casa a la plaça de Baix, 1 és una obra de Santa Pau (Garrotxa) inclosa a l'Inventari del Patrimoni Arquitectònic de Catalunya.

## Descripció
És una casa de planta baixa i primer pis. La porta d'entrada queda reduïda al costat esquerre. En el primer pis hi ha dos balcons i una tribuna en el mig formant un eix de simetria. La cantonada de la casa és arrodonida. La façana està pintada amb dos tons de gris.